# 鷲崎健の王様は退屈じゃ!
『鷲崎健の王様は退屈じゃ!』（わしざきたけしのおうさまはたいくつじゃ）は、ラジオ関西のアニたまどっとコム内で2012年7月から2016年3月まで放送されていたラジオ番組。

## 概要
退屈な王様（鷲崎健）を喜ばせるため、2年目までは亥野麻紀（委員長）・高杉理奈（馬鹿）・名取舞（未亡人）の女子3人、3年目から長弘翔子・橋本和が頑張る番組。

## 放送局
| 放送局                              | 日時                                                    | 備考               |
| ----------------------------------- | ------------------------------------------------------- | ------------------ |
| ラジオ関西                          | 毎週土曜日25:30 – 26:00（2012年7月7日 - 2016年3月26日） |                    |
| インターネットラジオ配信 別冊ラジ関 | 毎週火曜日更新（2012年7月10日 - 2016年3月29日）         | バックナンバーなし |

## コーナー
新・王様の退屈なお時間
新王国を建国した王様に2人が退屈しのぎを披露するコーナー。

## 終了したコーナー
王様の退屈なお時間
王様に3人が退屈しのぎを披露するコーナー。
2,3文字→4,5文字
3人に言って欲しい2,3文字（4,5文字）の言葉を表現力で競うコーナー。このコーナーで20ポイントを達成するとご褒美が貰えるらしい。
とりあえず答えよう
3人への質問を鷲崎が1人を指名して答えさせるコーナー。唐突に指名される為に判断が追いつかず珍回答になる事が多い。